# 杓拿蛤属
杓拿蛤属（学名：Anomalodiscus）为帘蛤科的一个属。

## 下属物种
本属包括以下物种：
- 鳞杓拿蛤 Anomalodiscus squamosus (Linnaeus, 1758)